# Halichoeres margaritaceus
Halichoeres margaritaceus es una especie de peces de la familia Labridae en el orden de los Perciformes.

## Morfología
Los machos pueden llegar alcanzar los 12,5 cm de longitud total.

## Distribución geográfica
Se encuentra desde el este del océano Índico hasta las Tuamotu, el sur de Japón y Nueva Gales del Sur (Australia). Es sustituido por Halichoeres nebulosus en el Índico occidental.